# Kleingebiet Füzesabony
Das Kleingebiet Füzesabony (ungarisch Füzesabonyi kistérség) war bis Ende 2012 eine ungarische Verwaltungseinheit (LAU 1) innerhalb des Komitats Heves in Nordungarn.
Der Verwaltungssitz war in Füzesabony.

## Gemeinden
| Aldebrő       | Besenyőtelek | Dormánd | Egerfarmos  | Füzesabony  |
| Kál           | Kápolna      | Kompolt | Mezőszemere | Mezőtárkány |
| Nagyút        | Poroszló     | Sarud   | Szihalom    | Tófalu      |
| Újlőrincfalva |              |         |             |             |

Koordinaten: 47° 43′ N, 20° 28′ O